# ستيفن ماي (لاعب كرة قدم أسترالية)
ستيفن ماي (بالإنجليزية: Steven May)‏ هو لاعب كرة قدم أسترالية أسترالي، ولد في 10 يناير 1992 في داروين في أستراليا.

## وصلات خارجية
- ستيفن ماي على موقع AustralianFootball.com (الإنجليزية)
- ستيفن ماي على موقع AFLtables.com (الإنجليزية)